# 9 juillet
Pour les articles homonymes, voir Neuf-Juillet.
9 juin 9 août
Chronologies thématiques
- Croisades
- Ferroviaires
- Sports
- Disney
- Anarchisme
- Catholicisme

Abréviations / Voir aussi
- (° 1852) = né en 1852
- († 1885) = mort en 1885
- a.s. = calendrier julien
- n.s. = calendrier grégorien
- Calendrier
- Calendrier perpétuel
- Liste de calendriers
- Naissances du jour

Le 9 juillet est le 190e jour de chaque année commune du calendrier grégorien, le 191e lorsqu'elle est bissextile ; il en reste ensuite 175.
Son équivalent était généralement le 21 messidor du calendrier républicain ou révolutionnaire français, officiellement dénommé jour de la menthe (la plante).

## Événements

### Vesiècle
- 455 : Eparchus Avitus devient empereur romain d'Occident.

### XIVesiècle
- 1386 : bataille de Sempach.

### XVesiècle
- 1429 : assiégée depuis plusieurs jours, Troyes se rend à l'armée française de Jeanne d'Arc.
- 1472 : la ville de Beauvais repousse les armées de Charles le Téméraire grâce aux femmes de la ville dont notamment la célèbre Jeanne Hachette juchées sur leurs remparts.

### XVIIesiècle
- 1609 : lettre de majesté de Rodolphe II, octroyant la liberté religieuse au royaume de Bohême.

### XVIIIesiècle
- 1701 : victoire d'Eugène de Savoie-Carignan à la bataille de Carpi lors de la guerre de Succession d'Espagne.
- 1745 : Nicholas de Langlade remporte la bataille de Melle pendant la guerre de Succession d'Autriche.
- 1755 : victoire française contre l'expédition Braddock à la bataille de la Monongahela pendant la guerre de la Conquête.
- 1762 : avènement de Catherine II au trône de Russie.
- 1776 : aux États-Unis, les insurgés détruisent la statue du roi George III du Royaume-Uni, militant pour leur indépendance.
- 1789 : les États généraux se proclament Assemblée nationale constituante en France.
- 1790 : victoire suédoise décisive à la bataille de Svenksund pendant la guerre russo-suédoise de 1788-1790.
- 1793 : bataille de la Tannerie, pendant la révolution haïtienne.

### XIXesiècle
- 1807 : second traité de Tilsit, entre la France napoléonienne et le royaume de Prusse.
- 1810 : Napoléon annexe la Hollande et la divise en sept départements français.
- 1815 : Talleyrand devient le premier chef du Gouvernement français.
- 1816 : indépendance de l'Argentine.
- 1863 : victoire de Banks lors du siège de Port Hudson pendant la guerre de Sécession, ce qui permet à l'Union de contrôler le Mississippi.
- 1896 : discours de la Croix d'or par William Jennings Bryan lors de la convention présidentielle démocrate.

### XXesiècle
- 1918 : grande catastrophe ferroviaire à Nashville.
- 1990 : Johnny, 47 ans, épouse une première fois Adeline Blondieau, 19 ans et fille de Long Chris.
- 1991 : après 32 ans de suspension pour cause d'apartheid, l'Afrique du Sud est réintégrée dans le mouvement olympique.
- 1999 : Lyonpo Sangay Ngedup devient premier ministre du Bhoutan.

### XXIesiècle
- 2002 : lancement à Durban, en Afrique du Sud, de l'Union africaine (UA), qui succède à l'Organisation de l'unité africaine (OUA), créée en 1963.
- 2006 : l'Italie remporte la finale de la Coupe du monde de football en Allemagne face à la France.
- 2011 : indépendance du Soudan du Sud.
- 2016 : élections législatives à Nauru. Le président Baron Waqa est reconduit pour un mandat supplémentaire.
- 2018 : le président érythréen Isaias Afwerki et le premier ministre éthiopien Abiy Ahmed signent une « déclaration conjointe de paix et d'amitié » mettant fin à l'état de guerre sévissant alors depuis vingt ans entre leurs deux pays et normalisant ainsi leurs relations.
- 2023 : en Ouzbékistan, Shavkat Mirziyoyev est réélu président de la république[1].

## Arts, culture et religion
- 1153 : élection du pape catholique Anastase IV (Corrado del Suburra dit).
- 1572 : dix-neuf martyrs dits de Gorcum sont tués à Brielle.
- 1750 : publication du Discours sur les Sciences et les Arts de Jean-Jacques Rousseau, qui s'est vu discerné le prix de l'Académie de Dijon pour la question suivante : « Si le rétablissement des sciences et des arts a contribué à épurer les mœurs. » Il s'agit du premier texte de Rousseau. Il y affirme son rejet des Lumières et l'idée d'un progrès social continu : il perçoit au contraire son époque comme décadente.
- 1850 : Bāb, fondateur du Babisme, est exécuté.
- 1937 : l'incendie de la réserve de la Fox détruit la plupart des films muets de la Fox Film Corporation.
- 1955 : Rock Around the Clock, chanson composée en 1952 par Max C. Freedman et Jimmy De Knight (James E. Myers), dont la version la plus connue est enregistrée par Bill Haley & His Comets en 1954, est le premier single de l'histoire du rock à se classer no 1 au Billboard Hot 100, devenant ainsi emblématique de la naissance du rock 'n' roll.
- 2021 : réouverture du festival Jazz à Juan (-les-Pins) 60è du nom jusqu'au 20 courant[2].

## Sciences et techniques
- 1955 : un manifeste Russell-Einstein contre les armes nucléaires est rendu public à Londres.
- 1962 : l'essai nucléaire Starfish Prime est à l'origine de ceintures de radiations d'électrons à hautes énergies dans l'espace présentes dès lors pendant plusieurs décennies, depuis ses 400 km d'altitude.
- 1979 : la sonde spatiale Voyager 2 survole la planète Jupiter.
- 2024 : en Guyane, Ariane 6 réussit son lancement inaugural à Kourou[3].

## Économie et société
- 1864 : un dénommé Franz Müller commet le premier crime à bord d'un train en Angleterre.
- 1981 : début d'émeutes de banlieue dans le quartier des Minguettes de Vénissieux non loin de Lyon en France.
- 2006 : finale France-Italie de football masculin en Coupe du monde en Allemagne, avec notamment un coup de tête attribué hors-caméra officielle sur le sternum du joueur italien provocateur Matterazzi par le français Zinédine Zidane expulsé peu de temps après par carton rouge de son dernier match international comme joueur, le commentateur de TF1 Thierry Gilardi en exprimant intensément son désarroi à l'antenne (dans l'une de ses dernières couvertures de matches quant à lui) car c'est peut-être le tournant de cette partie serrée que va perdre la France finissant tout de même vice-championne du monde sous l'égide de Raymond Domenech seulement huit années et donc deux coupes après sa première étoile de championne et douze années et trois coupes avant la suivante.
- 2018 : une opération de sauvetage continue par l'exfiltration de quatre nouveaux garçons enfermés plusieurs jours auparavant dans une grotte aquifère de Thaïlande.

## Naissances

### XVIIesiècle
- 1689 : Alexis Piron, écrivain et poète bourguignon († 21 janvier 1773).

### XVIIIesiècle
- 1701 : Jean Frédéric Phélypeaux de Maurepas, homme politique français, secrétaire d'État et ministre de la Marine de 1723 à 1749 († 21 novembre 1781).
- 1764 : Ann Radcliffe, romancière britannique, pionnière du roman gothique († 7 février 1823).
- 1775 : Matthew Gregory Lewis (dit souvent « le moine » Lewis), romancier et dramaturge anglais († 14 mai 1818 en mer, revenant de Jamaïque).

### XIXesiècle
- 1807 : Joseph Meganck, peintre belge († 1891).
- 1819 : Elias Howe, inventeur américain, pionnier de la machine à coudre († 3 octobre 1867).
- 1833 : Josipina Turnograjska, écrivaine slovène († 1er juin 1854).
- 1867 : Georges Lecomte, romancier et auteur dramatique français († 27 août 1958).
- 1872 : Montéhus (Gaston Mardochée Brunswick dit), chansonnier français († 31 décembre 1952).
- 1874 : Joseph Barthélemy, juriste et homme politique français († 14 mai 1945).
- 1879 : Ottorino Respighi, compositeur et chef d’orchestre italien († 18 avril 1936).
- 1881 : Henri Schouteden, zoologiste belge († 15 novembre 1972).
- 1889 :
  - James Paul Chapin, ornithologue américain († 5 avril 1964).
  - Léo Dandurand, homme d’affaires canadien d’origine américaine, copropriétaire du Canadien et des Alouettes de Montréal († 26 juin 1964).
- 1894 : 
  - Pyotr Kapitsa (Пётр Леони́дович Капи́ца), physicien russe, prix Nobel de physique 1978 († 8 avril 1984).
  - Nedo Nadi, escrimeur italien ayant remporté six médailles d'or aux jeux olympiques († 29 janvier 1940).
- 1897 : Jean Cassou, écrivain français († 16 janvier 1986).
- 1898 : Edina Altara, illustratrice, décoratrice, peintre et céramiste italienne († 11 avril 1983).

### XXesiècle
- 1901 : Barbara Cartland, romancière britannique († 21 mai 2000).
- 1905 : Clarence Campbell, gestionnaire de sport canadien, président de la Ligue nationale de hockey († 24 juin 1984).
- 1907 : 
  - Eddie Dean (en), chanteur et acteur américain († 4 mars 1999).
  - J.-Léo Gagnon, acteur québécois († 31 janvier 1983).
- 1909 : Paul Ricard, industriel français († 7 novembre 1997).
- 1910 : Léo Mirkine, photographe français d'origine ukrainienne, spécialisé dans le cinéma († 7 novembre 1982).
- 1911 : John Wheeler, physicien américain († 13 avril 2008).
- 1913 : Ted Grant, homme politique et militant d'extrême gauche britannique († 20 juillet 2006).
- 1914 : Willi Stoph, militaire et homme politique est-allemand, président du Conseil d'État de la RDA de 1973 à 1976, président du Conseil des ministres de 1964 à 1973 puis de 1976 à 1989 († 13 avril 1999).
- 1916 : Edward Heath, homme politique britannique, 68e premier ministre du Royaume-Uni de 1970 à 1974 († 17 juillet 2005).
- 1919 : August Bohny, enseignant suisse, Juste parmi les nations († 18 août 2016).
- 1921 : Albert Ducrocq, scientifique, journaliste et écrivain français († 22 octobre 2001).
- 1922 : Jean Rémond, prélat français († 21 février 2009).
- 1924 : Pierre Cochereau, organiste, compositeur et pédagogue français († 5 mars 1984).
- 1925 : Pierre Ruibet, résistant français († 30 juin 1944).
- 1927 :
  - Ed Ames (en) (Edmund Dantes Urick dit Eddie Ames ou), chanteur et acteur américain issu du quartette-fratrie des Ames Brothers (en) († 21 mai 2023).
  - Red Kelly (Leonard Patrick Kelly dit), joueur de hockey sur glace et homme politique canadien († 2 mai 2019).
- 1928 :
  - Federico Bahamontes, coureur cycliste espagnol († 8 août 2023).
  - Vince Edwards, acteur américain de cinéma et de télévision († 11 mars 1996).
- 1929 :
  - Gébé (Georges Blondeaux dit), dessinateur français († 5 avril 2004).
  - Hassan II (الحسن الثاني), roi du Maroc de 1961 à 1999 († 23 juillet 1999).
  - Lee Hazlewood, auteur-compositeur, interprète et producteur américain († 4 août 2007).
- 1930 : Sim Iness, athlète américain, champion olympique du lancer du disque († 23 mai 1996).
- 1932 : Donald Rumsfeld, homme politique américain, secrétaire à la Défense des États-Unis de 1975 à 1977 puis de 2001 à 2006  († 29 juin 2021).
- 1933 : Elem Klimov (Элем Германович Климов), réalisateur russe († 26 octobre 2003).
- 1934 : Pierre Perret, chanteur français.
- 1935 :
  - Wim Duisenberg, homme politique néerlandais, ministre des Finances de 1973 à 1977, président de la Banque des Pays-Bas de 1982 à 1997, puis de la BCE de 1998 à 2003 († 30 juillet 2005).
  - Mercedes Sosa, chanteuse argentine († 4 octobre 2009).
- 1936 : 
  - Claude Carrier, égyptologue français.
  - André Pronovost, joueur de hockey sur glace professionnel québécois.
- 1937 : 
  - David Hockney, peintre, décorateur et photographe britannique.
- 1938 :
  - Brian Dennehy, acteur américain († 15 avril 2020).
  - Georges Frêche, homme politique français († 24 octobre 2010).
  - Ronan-Jim Sévellec, peintre, sculpteur et décorateur miniaturiste breton et français.
- 1940 : Alban D'Amours, homme d’affaires et gestionnaire québécois, président du Mouvement Desjardins.
- 1941 : 
  - Jan Lehane, joueuse de tennis australienne.
  - Takehide Nakatani, judoka japonais, champion olympique.
- 1943 : John H. Casper, astronaute américain.
- 1944 : John Cunniff, entraîneur de hockey sur glace américain († 10 mai 2002).
- 1945 : Dean Koontz, écrivain américain.
- 1946 :
  - Bon Scott, chanteur australo-écossais du groupe AC/DC († 19 février 1980).
  - William Sheller, pianiste et auteur-compositeur-interprète français.
- 1947 :
  - Michel Fortin, acteur français (Monsieur Bargeot ; † 15 mars 2011).
  - Mitch Mitchell, musicien britannique, batteur avec The Jimi Hendrix Experience († 12 novembre 2008).
  - O. J. Simpson, joueur américain de football américain  († 10 avril 2024).
- 1949 : Louise Dupré, poète et romancière québécoise.
- 1950 :
  - Gwen Guthrie, chanteuse, compositrice et pianiste américaine († 3 février 1999).
  - Richard Morgiève, écrivain et scénariste français.
  - Tioulong Saumura (ជូឡុង សូមូរ៉ា), femme politique cambodgienne.
- 1951 : Chris Cooper, acteur américain.
- 1952 : Didier Gosuin, homme politique belge.
- 1953 : Margie Gillis, chorégraphe et danseuse québécoise.
- 1955 : Jimmy Smits, acteur américain.
- 1956 :
  - Bernie Bonvoisin, chanteur et réalisateur de cinéma français issu du groupe de hard-rock "Trust".
  - Tom Hanks, acteur, réalisateur et producteur de cinéma américain.
  - Nobutoshi Hikage, judoka japonais.
- 1957 :
  - Marc Almond, chanteur britannique du groupe Soft Cell.
  - Tim Kring, écrivain et producteur américain.
  - Kelly McGillis, actrice américaine.
- 1959 : Jim Kerr, chanteur britannique du groupe Simple Minds.
- 1963 : Ahmed Mouici, chanteur français du groupe Pow woW.
- 1964 :
  - Courtney Love, chanteuse et actrice américaine.
  - Gianluca Vialli, footballeur italien.
- 1965 : Nadine Capellmann, cavalière allemande, double championne olympique.
- 1966 : 
  - Amélie Nothomb, romancière belge.
  - Pauline Davis-Thompson, athlète bahaméenne spécialiste du sprint, double championne olympique.
- 1967 : Michael Carruth, boxeur irlandais, champion olympique.
- 1968 :
  - Paolo Di Canio, footballeur italien.
  - Rafael de la Viña (Rafael Jiménez de Mingo dit), matador espagnol.
- 1972 : Derek Mills, athlète américain, champion olympique du 4 x 400 m.
- 1973 : Enrique Murciano, acteur américain.
- 1975 :
  - Květa Peschke, joueuse de tennis tchèque.
  - Rafik Smati, entrepreneur français engagé en politique.
  - Jack White, musicien américain, meneur du groupe The White Stripes.
- 1978 : Wahid Bouzidi, acteur et humoriste français († 20 août 2023).
- 1979 : Patrice Bart-Williams, chanteur allemand.
- 1980 : Francesco Gungui, écrivain italien.
- 1982 :
  - Tita Delarue, rappeur et producteur de musique français
  - Céline Dumerc, joueuse internationale de basket-ball française.
  - Toby Kebbell, acteur britannique.
  - Sakon Yamamoto (山本 左近), pilote automobile japonais.
- 1983 : Lucia Micarelli, violoniste et actrice américaine.
- 1984 :
  - Chris Campoli, joueur de hockey sur glace canadien.
  - Jessica Van Der Steen, mannequin belge.
- 1985 :
  - Ieva Kokorevica (en), reine de beauté lettone.
  - Ashley Young, footballeur anglais.
- 1986 :
  - Genevieve Morton, mannequin sud-africaine.
  - Katie Stam, reine de beauté américaine.
- 1987 :
  - Josephine Dörfler, volleyeuse allemande.
  - Élodie Fontan, actrice et mannequin française.
  - Niro (Nouredine Bahri dit), rappeur français.
- 1988 : Allen Durham, basketteur américain.
- 1989 :
  - Ben Bassaw, athlète de sprint français.
  - Ousmane Coulibaly, footballeur franco-malien.
  - Zeynep Sever, mannequin belgo-turque.
- 1990 :
  - Gnonsiane Niombla, handballeuse française.
  - Rafael da Silva, footballeur brésilien.
  - Fábio da Silva, footballeur brésilien.
  - William Lebghil, acteur français.
- 1991 : Mitchel Musso, acteur et chanteur américain.
- 1992 :
  - Lolita Ananasova, nageuse synchronisée ukrainienne.
  - Douglas Booth, acteur britannique.
  - Kevin Chávez, plongeur mexicano-australien.
  - Anthony Rech, joueur de hockey sur glace français.
  - Pilar Romang, joueuse argentine de hockey sur gazon.
  - Kristina Vaculik, gymnaste artistique canadienne.
- 1995 :
  - Georgie Henley, actrice britannique
  - Sandro Ramírez, footballeur espagnol.

## Décès

### XIVesiècle
- 1386 : Léopold III de Habsbourg, duc d'Autriche (° 1er novembre 1351).

### XVIesiècle
- 1535 : Antoine Duprat, prélat et homme politique français (° 17 janvier 1463).
- 1586 : Jakob Krause, relieur allemand (° 1531 ou 1532).

### XVIIIesiècle
- 1706 : Pierre Le Moyne, sieur d'Iberville et d'Ardillières, navigateur, commerçant et explorateur canadien (° 16 juillet 1661).
- 1716 : Joseph Sauveur, mathématicien français (° 24 mars 1653).
- 1737 : Jean-Gaston de Médicis, grand-duc de Toscane (° 24 mai 1671).
- 1746 : Philippe V d'Espagne, roi d'Espagne de 1700 à janvier 1724 puis de septembre 1724 à 1746 (° 19 décembre 1683).

### XIXesiècle
- 1836 : Jean Arago, militaire français (° 25 mai 1788).
- 1843 : Washington Allston, peintre, poète et écrivain américain (° 5 novembre 1779).
- 1850 :
  - Le Bāb / باب (Sayyid ʿAlī Muḥammad Šīrāzī / سيد علی ‌محمد شیرازی  en persan, dit), marchand de Chiraz en Iran ayant déclaré être une manifestation de Dieu et le mahdi (ou al-qāʾim) attendu par des musulmans, fondateur fusillé de la religion babiste, prédécesseur d'une troisième religion dite baha'ie (voir célébrations religieuses ci-après in fine, ° 20 octobre 1819).
  - Jean Pierre Boyer, homme politique haïtien, président d'Haïti de 1818 à 1843 (° 15 février 1776).
- 1853 : María Dolores Bedoya, militante indépendantiste guatémaltèque (° 20 septembre 1783).
- 1856 : Amedeo Avogadro, chimiste et physicien italien (° 9 août 1776).
- 1875 : Césaire Mathieu, prélat français (° 20 janvier 1796).
- 1886 :
  - Nicolas Prosper Bourée, diplomate français (° 26 mars 1811).
  - Jean Pechaud, malacologiste français (° 31 octobre 1823).
- 1900 : saint Théodoric Balat, missionnaire franciscain, martyr (° 23 octobre 1858).

### XXesiècle
- 1912 : René Bedel, aviateur français (° 20 décembre 1886).
- 1925 : René Quinton, biologiste français (° 15 décembre 1866).
- 1930 : Vincenzo Vannutelli, prélat italien (° 5 décembre 1836).
- 1932 : King Camp Gillette, homme d’affaires et industriel américain (° 5 janvier 1855).
- 1942 :  Camille, Georges Ruff, résistant français (°27 juillet 1898).
- 1955 : Adolfo de la Huerta, homme politique mexicain, président du Mexique de juin à décembre 1920 (° 26 mai 1881).
- 1959 : Jean Reverzy, médecin et romancier français (° 10 avril 1914).
- 1967 :
  - Eugen Fischer, anthropologue allemand (° 5 juillet 1874).
  - Fatima Jinnah, femme d'état pakistanaise (° 30 juillet 1893).
- 1974 : Earl Warren, juriste et homme politique américain, gouverneur de Californie et président de la Cour suprême des États-Unis (° 19 mars 1891).
- 1977 : Alice Paul, militante féministe américaine (° 11 janvier 1885).
- 1980 : Vinícius de Moraes, poète et parolier brésilien (° 19 octobre 1913).
- 1985 :
  - Pierre-Paul Grassé, zoologiste français académicien ès sciences (° 27 novembre 1895).
  - Charlotte de Luxembourg, grande-duchesse du Luxembourg de 1919 à 1964, veuve du prince Félix de Bourbon-Parme (° 23 janvier 1896).
- 1991 : José Salazar López, prélat mexicain (° 12 janvier 1910).
- 1994 : Bill Mosienko, joueur de hockey sur glace canadien (° 2 novembre 1921).
- 1998 : François Darbon, acteur, metteur en scène et auteur français (° 15 août 1915).
- 1999 : Robert de Cotret, homme politique canadien (° 20 février 1944).
- 2000 (ou 10 juillet) : Henri Gault (Henri Gaudichon dit), journaliste et chroniqueur critique gastronomique français (° 4 novembre 1929).

### XXIesiècle
- 2002 :
  - Rod Steiger, acteur américain (° 14 avril 1925).
  - Vladimir V. Vasyutin (Владимир Владимирович Васютин), cosmonaute soviétique puis russe (° 8 mars 1952).
- 2004 :
  - Jean Lefebvre, acteur français (° 3 octobre 1919).
  - Isabel Sanford, actrice américaine (° 29 août 1917).
- 2005 : Kevin Hagen, acteur américain (° 3 avril 1928).
- 2006 : Milan Williams (en), claviériste américain du groupe Commodores (° 28 mars 1948).
- 2007 : André Chouraqui, écrivain franco-israélien (° 11 août 1917).
- 2013 :
  - Markus Büchel, homme d’État liechtensteinois (° 14 mai 1959).
  - Gaétan Soucy, écrivain et enseignant québécois (° 21 octobre 1958).
- 2017 : Robert Vigouroux, homme politique français, ancien maire socialiste de Marseille (° 21 mars 1923).
- 2018 :
  - Peter Carington, homme politique et diplomate britannique (° 6 juin 1919).
  - Jehan Despert, poète et essayiste français (° 11 février 1921).
  - Dominique Frelaut, homme politique français (° 2 septembre 1927).
- 2019 :
  - Mariano Otero, peintre hispano-breton, sculpteur, sérigraphe, affichiste (° août 1942).
  - Ross Perot, milliardaire américain, candidat indépendant à l'élection présidentielle américaine de 1992 (presque 19 % des voix) et à celle de 1996 (° 27 juin 1930).
- 2021 : 
  - Pentti Isotalo, hockeyeur sur glace finlandais (° 17 février 1927).
  - Vladimir Karassiov, joueur d'échecs et entraîneur soviétique puis russe (° 17 juin 1938).
  - Gian-Franco Kasper, dirigeant sportif suisse, président de la Fédération internationale de ski (° 24 janvier 1944).
  - Frank Lui, homme politique niuéen, Premier ministre de 1993 à 1999 (° 19 novembre 1935).
  - Paul Mariner, footballeur international anglais (° 22 mai 1953).
  - Jihane el-Sadate née Raouf, veuve du raïs égyptien assassiné, à ses côtés au pouvoir de 1970 à cette mort de 1981 (° 29 août 1933).
- 2022 : 
  - L. Q. Jones, acteur, réalisateur, scénariste et producteur de cinéma américain (° 19 août 1927).
  - Lily Safra, philanthrope et milliardaire brésilienne naturalisée monégasque (° 30 décembre 1934).
  - Barbara Thompson, saxophoniste, flûtiste et compositrice britannique de jazz et de fusion (° 27 juillet 1944).
  - András Törőcsik, footballeur international hongrois (° 1er mai 1955).
- 2023 :
  - Mustapha Benyahia, footballeur international algérien (° 22 mai 1948).
  - Manny Coto, producteur, réalisateur et scénariste américain (° 10 juin 1961).
  - Michel Dupuy, diplomate et homme politique canadien (° 11 janvier 1930).
- 2024 : 
  - Josse Goffin, artiste, graphiste, affichiste, auteur, illustrateur de littérature d'enfance et de jeunesse belge (° 2 novembre 1938).
  - James Inhofe, homme politique et homme d'affaires américain (° 17 novembre 1934).
  - David Loughery, producteur et scénariste américain (° 3 mars 1953).
  - Hédi M'henni, universitaire et homme politique tunisien (° 24 décembre 1942).
  - Jerzy Stuhr, acteur, metteur en scène de théâtre et cinéaste polonais (° 18 avril 1947).
  - Miguel Urrutia Montoya, économiste colombien (° 20 avril 1939).
  - Maxine Singer, biologiste moléculaire américaine (° 15 février 1931).
  - Barry Wellman, sociologue américano-canadien (° 30 septembre 1942).

## Célébrations

### Internationale
Nations unies : journée internationale de la destruction des armes légères depuis 2001.

### Nationales
- Argentine : fête de l'indépendance[5].
- Cambodge : journée nationale de l’arbre[6],[7].
- Nunavut (Canada) : Fête du Nunavut[8].
- Palaos (Océanie Pacifique) : fête nationale de la Constitution.
- São Paulo (Brésil) : día da Revolução Constitucionalista / « jour de la révolution constitutionnelle »)[9].
- Soudan du Sud (Union africaine) : fête de l'indépendance[10] vis-à-vis du Soudan.

### Religieuses
- Fête romaine de Caprotinia en l'honneur de la déesse Junon Caprotina.[réf. nécessaire]
- Bahaïsme : martyre du Báb dans le calendrier badīʿ.
- Néopaganisme asatru : fête du souvenir d'Aud Ketilsdatter.[réf. nécessaire]

### Saints des Églises chrétiennes

#### Saints catholiques et orthodoxes du jour
Référencés ci-après in fine, :
- Brice (VIe siècle), moine à l'Abbaye Saint-Mesmin de Micy près d'Orléans puis ermite dans une forêt du diocèse de Sées.
- Everilde († vers 700) -ou « Evelride », « Evrilde », « Averil » ou « Everildis »-, fille d'un roi anglo-saxon Kineglis de Wessex, moniale à Everingham dans le Yorkshire.
- Héracle II et Paul (VIe siècle), évêques de Sens. Aussi fêtés le 8 juin.
- Hérombert († 800), Evêque de Minden en Westphalie.
- Procule (XIe siècle), martyre.

#### Saints et bienheureux catholiques du jour
référencés ci-après :
- Adriaen Janssen van Hilvarenbeek († 1572), bienheureux prêtre hollandais martyr parmi les 19 martyrs de Gorcum.
- Adrien Fortescue († 1539), Bienheureux laïc martyr anglais.
- Amandine († 1900), de son vrai nom Pauline Jeuris, franciscaine missionnaire française, martyre.
- Andrée Minutte († 1794), religieuse française martyre.
- Jacques Lacops († 1572), bienheureux prêtre hollandais martyr parmi les 19 martyrs de Gorcum.
- Jeanne Scopelli († 1491), bienheureuse carmélite italienne, fondatrice du premier couvent de carmélites en Italie.
- Joachim He Kaizhi († 1839), laïc catéchiste et martyr en Chine.
- Luigi Caburlotto († 1897), bienheureux prêtre italien. Fondateur de l'institut des Filles de Joseph.
- Marie de Saint Just († 1900), franciscaine missionnaire française, martyre.
- Marie de Sainte Nathalie († 1900), de son vrai nom Jeanne-Marie Guerguin, franciscaine missionnaire française, martyre.
- Cent-vingt autres martyrs de Chine persécutés et exécutés entre 1630 et 1930 pour leur foi chrétienne et canonisés en 2000.
- Marija Petković († 1966), bienheureuse religieuse croate, fondatrice des Filles de la Miséricorde.
- Pauline du Cœur agonisant de Jésus († 1942), religieuse italienne, fondatrice des Petites sœurs de l'Immaculée Conception au Brésil.
- Théodoric Balat († 1900), prêtre franciscain missionnaire français, martyr.
- Véronique Giuliani († 1727), religieuse clarisse italienne.

#### Saints orthodoxes?
Outre les saints œcuméniques voire pré-schismatiques ci-avant, aux dates parfois "juliennes" / orientales ...
- Denys le Rhéteur († 1606), moines athonites.

### Prénoms du jour
Bonne fête aux Amandine et ses variantes féminines : Amandina, Amandyne, Amanda, Edna, Enya, Mandy ; et aux masculins : Amandin et Amandino (voir les Armand les 23 décembre).
Et aussi aux :
- Andrée et ses variantes : Andrea, Andréa, Andréana, Andréane, Andréanne, Andreia, Andréia, Andreina, Andréina, Andreline, Andrette (fête majeure du saint André masculin et apôtre les 30 novembre).
- Aux Hermeline, Hermine, Ermine, Herminie, Irma, Marie-Hermine, etc. (voir les Hermann les 25 septembre (et 6 et 7 juillet récents à Pampelune) ; Firmin les 11 octobre ; Armand les 23 décembre, etc.).
- Aux Natalie (voir les NatHalie les 27 juillet ; Natacha les 26 août).
- Aux Pauline (fête majeure les 11 janvier ; des Paule etc. les 26 janvier ; Paul au masculin les 29 juin, etc.).

## Traditions et superstitions

### Dictons
- « Au 9 juillet, le coucou se tait net ».
- « Au 9 juillet, on entend du coucou le dernier chant »[13].

### Astrologie
Signe du zodiaque : 18e jour du signe astrologique du cancer.

## Toponymie
Les noms de plusieurs voies, places, sites ou édifices de pays ou régions francophones contiennent cette date sous diverses graphies : voir Neuf-Juillet .